# Homalometa chiriqui
Homalometa chiriqui là một loài nhện trong họ Tetragnathidae.
Loài này thuộc chi Homalometa. Homalometa chiriqui được Herbert W. Levi miêu tả năm 1986.